# 마키야키나베

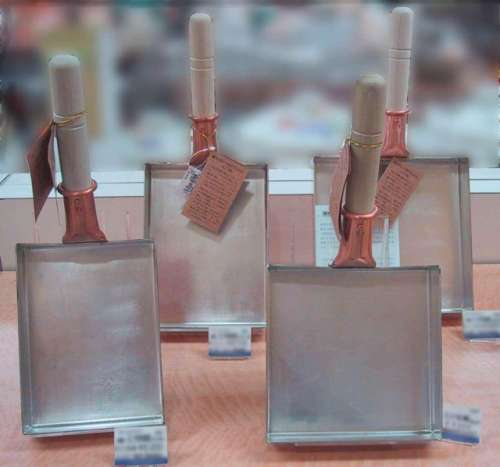

마키야키나베(玉子焼き鍋)는 일본식 롤 오믈렛(다마고야키)을 만드는 데 사용되는 정사각형 또는 직사각형 요리 팬이다. 이 팬은 일반적으로 구리, 주석 (원소)과 같은 금속으로 만들어지며, 들러붙지 않는 표면으로 코팅될 수도 있다. 팬의 크기와 비율은 일본 지역에 따라 다르지만 항상 직사각형이다. 마키야키나베로 만든 오믈렛은 일반적으로 스시와 도시락의 반찬으로 사용된다.

## 다마고야키

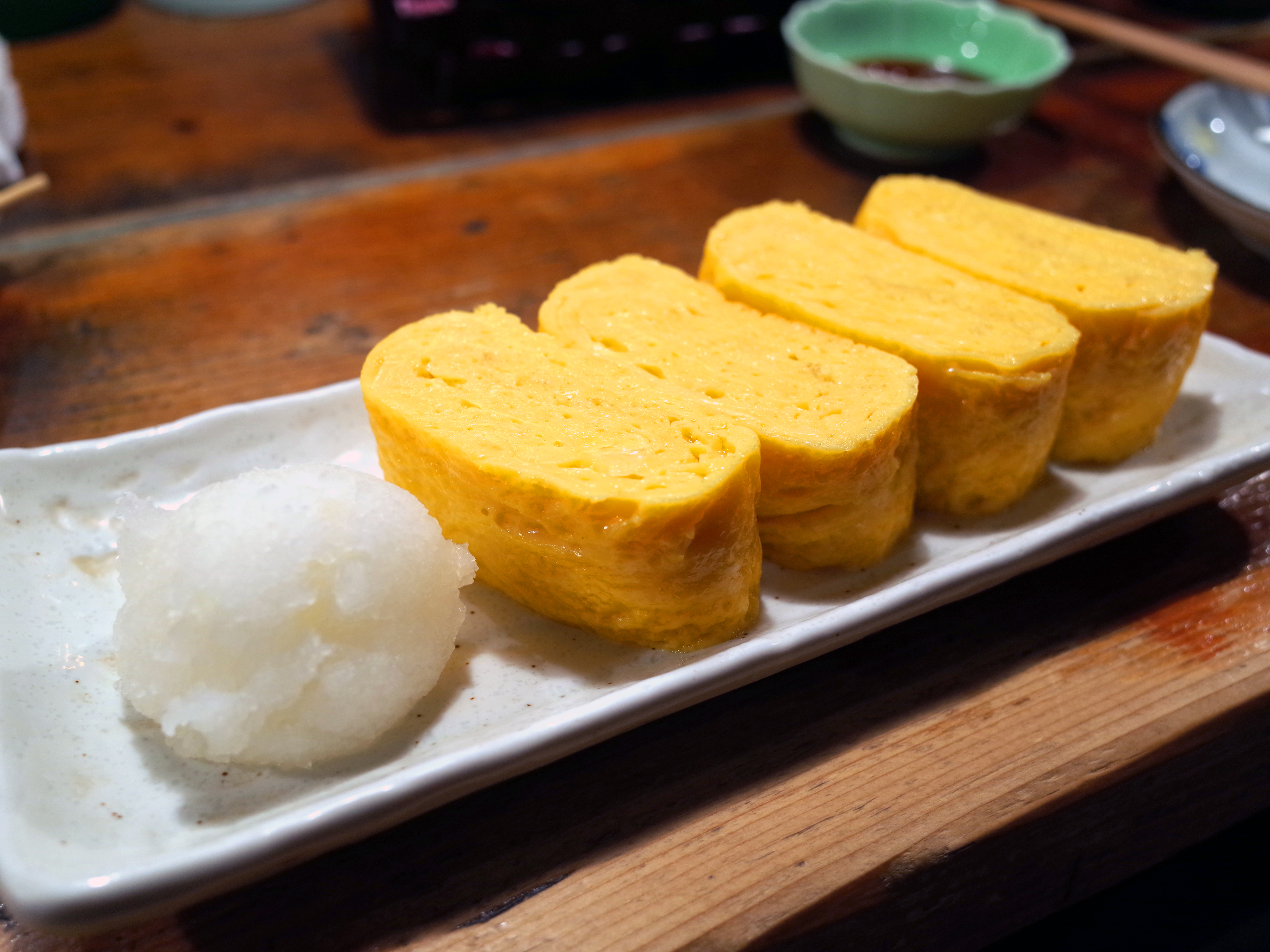
나선형 모양을 보여주기 위해 십자형으로 자른 다마고야키 두 조각이 담겨 있다.

마키야키나베는 다마고야키를 만드는 데 일반적으로 사용된다. 마키야키나베로 만든 굴린 오믈렛은 니기리즈시의 토핑으로 사용할 수 있다. 일부 스시 요리사는 새우 페이스트와 갈은 야마토이모를 섞은 계란을 사용하여 오믈렛 버전을 만든다. 이 두꺼운 혼합물은 여러 층으로 조리되지 않고 팬 가장자리까지 완전히 붓고 약 30분 동안 조리한 다음 뒤집어서 상단과 하단이 갈색으로 캐러멜화되고 오믈렛은 노란색으로 유지되고 내부가 유연하다.
오믈렛의 종류는 두께에 따라 다르다. 더 얇은 품종은 고명으로 사용되거나 초밥용 밥으로 채워진 파우치를 형성하는 포장지로 사용된다. 두꺼운 오믈렛이 더 일반적이며 니기리즈시와 치라시즈시 그릇에 사용된다. 잘게 썰어 고명으로 사용하는 오믈렛은 긴시 타마고라고 한다.
다마고야키는 간식, 반찬, 아침 식사로 먹을 수 있다. 오믈렛은 도시락 상자에 흔히 포함된다.